# 昭披耶素拉沙
昭披耶素拉沙（RTGS：Thetsaban Nakhon Chaophraya Surasak）是泰国春武里府是拉差县的城市，是暹罗湾沿岸的工业重镇，也是春武里府的经济中心。根据2014年的人口普查，昭披耶素拉沙共有119,007人，排在全国第九位。